# 古裸翼鸟
古裸翼鸟（学名：Paleopsilopterus itaboraiensis），是恐鹤科的一种已灭绝鸟类，生活于古新世中期的巴西，约6000万年前，其中「古老的无毛的翅膀」意义着它是恐鹤科最早的成员。